# デューク・ハドソン
デューク・ハドソン（Duke Hudson、1990年2月8日）は、オーストラリアのアデレード出身のプロレスラー。NXT所属。本名はブレンダン・ヴィンク（Brendan Vink）。

## 来歴
ヴィンクは、2008年 5月31日にリングネームをエリオット・セクストンとしデビューした。セクストンは、MCWヘビー級王座とWrestleRock王座になった。
WWE (2019–現在) 
2019年2月11日、ヴィンクがWWEと契約を結んだ。3月15日にリングネーム、ブレンダン・ヴィンクでデビューし、ニック・コモロトを破った。2020年3月25日、シェイン・ソーンとチームを組んだが、オニー・ローカンとダニー・バーチに敗れた。
2021年7月、ヴィンクは、リングネームをデューク・ハドソンに変更し、2021 NXTブレイクアウト・トーナメントに参加することが発表された。7月13日、ハドソンは、第1ラウンドでイケメン二郎を破った. 8月17日、ハドソンは、準決勝でカーメロ・ヘイズに敗れた。12月5日、 NXTウォーゲームスで、ハドソンは、ヘアー VS ヘアーの試合でキャメロン・グライムスに敗れた。ハドソンは、試合どうり、髪の毛を剃られた。2022年11月1日、ハドソンは、チェイス・ユニバーシティーの旗手としてチームに加わった。

## 獲得タイトル
AWA
- AWAヘビー級王座 : 1回

MCW
- MCWヘビー級王座 : 1回

## 入場曲
- Hangman
- Accomplished
- Ivy League Traditions